# Llei de les noces de Maria Tudor

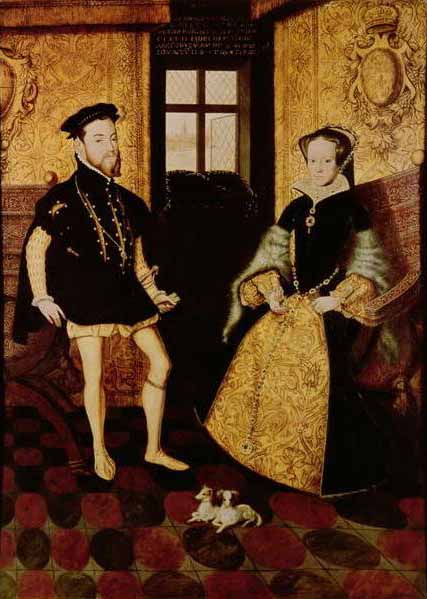
Felip i Maria I, rei i reina d'Anglaterra i Irlanda.

La "Llei de matrimoni de la reina Maria amb Felip d'Espanya" o la "Acta de matrimoni de la reina Maria" (1 Sessió 3 de c. 2) va ser aprovada pel Parlament d'Anglaterra l'abril de 1554 per regular el futur matrimoni i el regnat conjunt de la reina Maria I i  Felip d'Espanya, fill i hereu de l'emperador romà Carles V.
En realitat, la Llei sembla que va servir de contracte comercial entre Anglaterra i Espanya; especifica què podia esperar Espanya de la unió, alhora que assegura als anglesos que Anglaterra no es convertiria en un satèl·lit d'Espanya.
Sota els termes del tractat matrimonial, Felip havia de gaudir dels títols i honors de la seva esposa com a rei d'Anglaterra i Irlanda mentre durés el seu matrimoni. Tots els documents oficials, incloses les Actes del Parlament, havien de ser datades amb els dos noms (amb Maria davant de Felip, que es considerava adequat per al marit i la dona), i el Parlament havia de ser anomenat sota l'autoritat conjunta de la parella. La Llei afirmava que el rei Felip prendria part en el regne de Maria, tot reservant la major autoritat per a ella mateixa. Formalment, el rei Felip havia de regnar amb la seva dona segons aquesta Llei, que tanmateix assegurava que el nou rei no es convertiria en massa poderós prohibint-li nomenar estrangers per a cap càrrec, emportar-se fora del regne la seva dona o qualsevol fill que pogués néixer o reclamar la corona per si mateix en cas de sobreviure a la seva dona. (Montrose   2006)
La Llei presumia que la reina tindria fills amb el príncep i permetia una plena unió personal entre Anglaterra i Irlanda i tots els regnes que Felip havia d'heretar del seu pare o de la seva àvia, la reina Joana, si el fill de Felip Carles moria sense fills.
L'acta no va ser derogada fins a la Llei de revisió de 1863.